# 吸盤

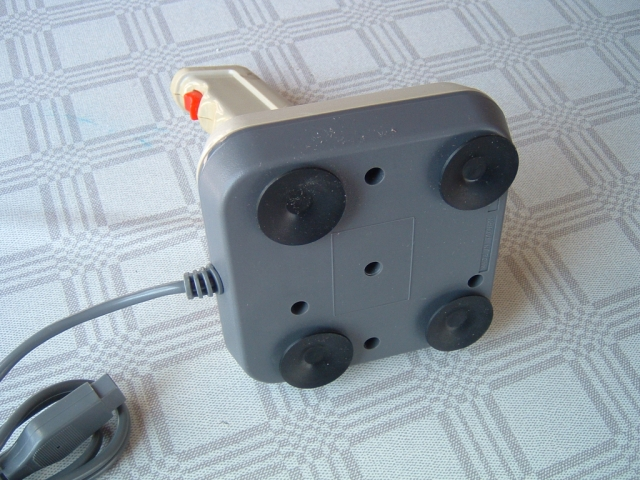
ジョイスティック底面の吸盤

吸盤（きゅうばん）とは、ゴムや合成樹脂などの可撓性を利用して平滑面に吸着して内部を真空に近い状態にし気圧や水圧などの圧力の差を利用して物に吸着する器具、部品。吸着盤ともいう。接着剤などと異なり一時的な接着を目的とすることが多い。また、吸着するための動物の器官。

## 器具・部品

### 原理

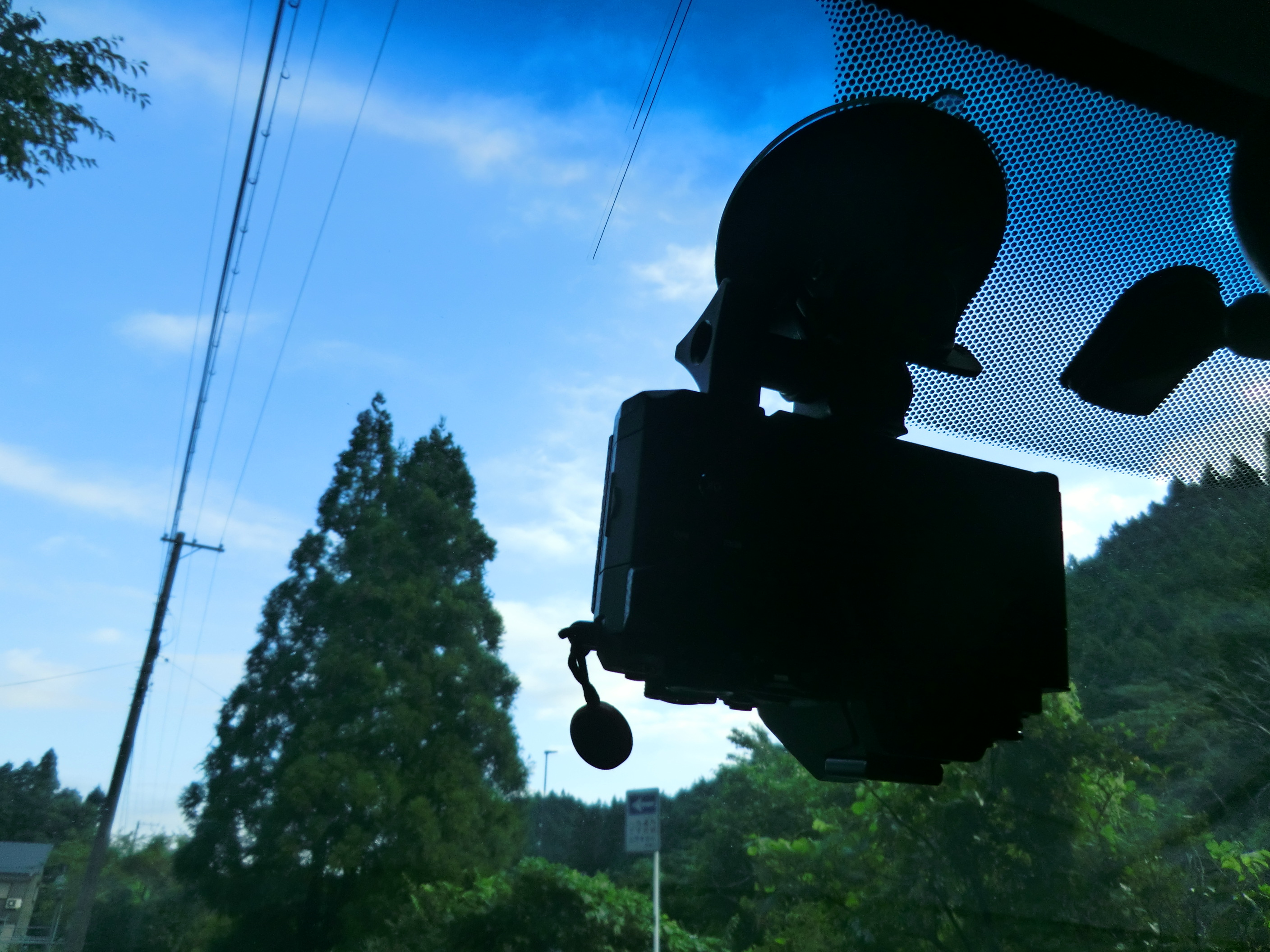
フロントガラスに吸盤でカメラを固定

吸盤は対象物の表面に接触して密閉した空間を作り出した後、内部の空気を取り除くことで真空圧を生じ、この圧力差によって保持される。吸盤の吸着力は物体に働く外部圧力の閉曲面での面積分（対応する面間の圧力差の合計）となる。具体的にはF（保持力または吸盤の真空力） = P（圧力） × A（接触面積）となる。このほかに対象物の材質や重量、表面の性質（平滑かどうか、油分があるかどうかなど）、システムの加速度など使用環境によって保持力は影響を受ける。

### 構造
吸盤には負圧ポンプ等を使って吸盤内部の圧力を下げて吸着する能動吸盤と吸盤の変形そのものの力で吸盤内部の圧力を下げて吸着する受動吸盤がある。能動吸盤の場合には吸着力を維持しやすく、吸着の開始と解除の切り替えが素早くできるといった長所があるが、吸着のために多くのエネルギーを消費し、装置の重量も重くなるのが短所である。受動吸盤の場合には吸着の維持にエネルギーを消費せず、特別な装置も必要でないため軽量化が可能となるが、吸着力の維持が難しく吸着の切り替えも容易でないのが短所である。
複数の吸盤を組み合わせた装置もあり、大型吸盤の中に小型吸盤を組み込んだ複合吸盤や、複数の小型吸盤を集積した小型集積吸盤がある。

### 利用
産業用ロボットなどにおいては真空パッド（サクションカップ）での吸着に利用されている。
自動車のフロントガラスなどに使用する場合、その吸盤の形状から収れん火災を起こす可能性もある。
なお、このような吸着方式とは反対に、圧縮空気を狭い空隙に吹き込んで、流速の高い流体中に生じる圧力低下を利用して吸着する方式にベルヌーイチャックがありシリコンウエハの搬送などに用いられている。

## 動物
動物ではタコが一番目立つ多数の吸盤を持つものである。その形状は人工のものとよく似ており、筋力により吸着動作を行う。ハゼの仲間では、腹びれが吸盤となっている。口を吸盤にしているものには、ヤツメウナギ・アルジイーター・ヒル・吸虫などがある。総じて動物の形成する吸盤は、水中で働くものが多い。これは、自然界ではガラス面のようになめらかな表面は存在しないので、どうしても水や粘液が間に入ってその境目を埋める必要があるためと推測される。空中の濡れた面であれば、さほど吸盤の形をしていなくても、ぬれた粘液面だけで吸着することもある。腹足類などが幅広い足で基盤に吸着するのも吸盤の原理である。
ヤモリ科の樹上や壁面に生息する構成種等の指先にある構造もかつては「吸盤」と言われていたが、2002年8月27日に微小な突起構造によるファンデルワールス力を利用していることが明らかになった。

### 吸盤をもつ動物の例
両生類
- アマガエル科
- アオガエル科

魚類
- ヤツメウナギ

軟骨魚綱
- コバンザメ

硬骨魚類

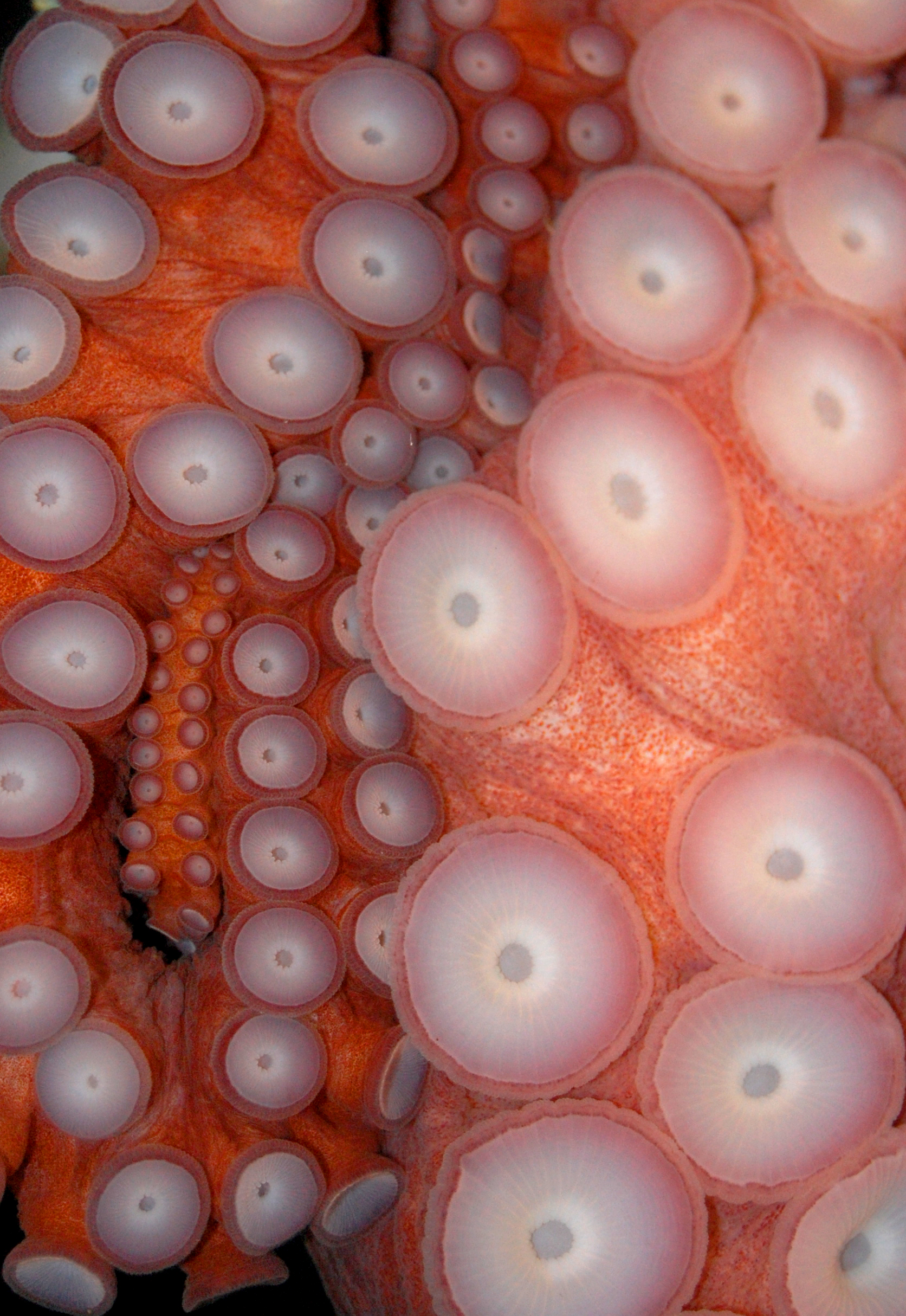
タコの吸盤

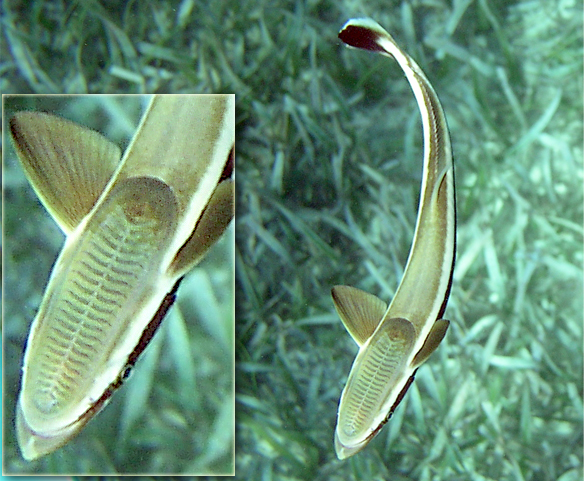
コバンザメと吸盤

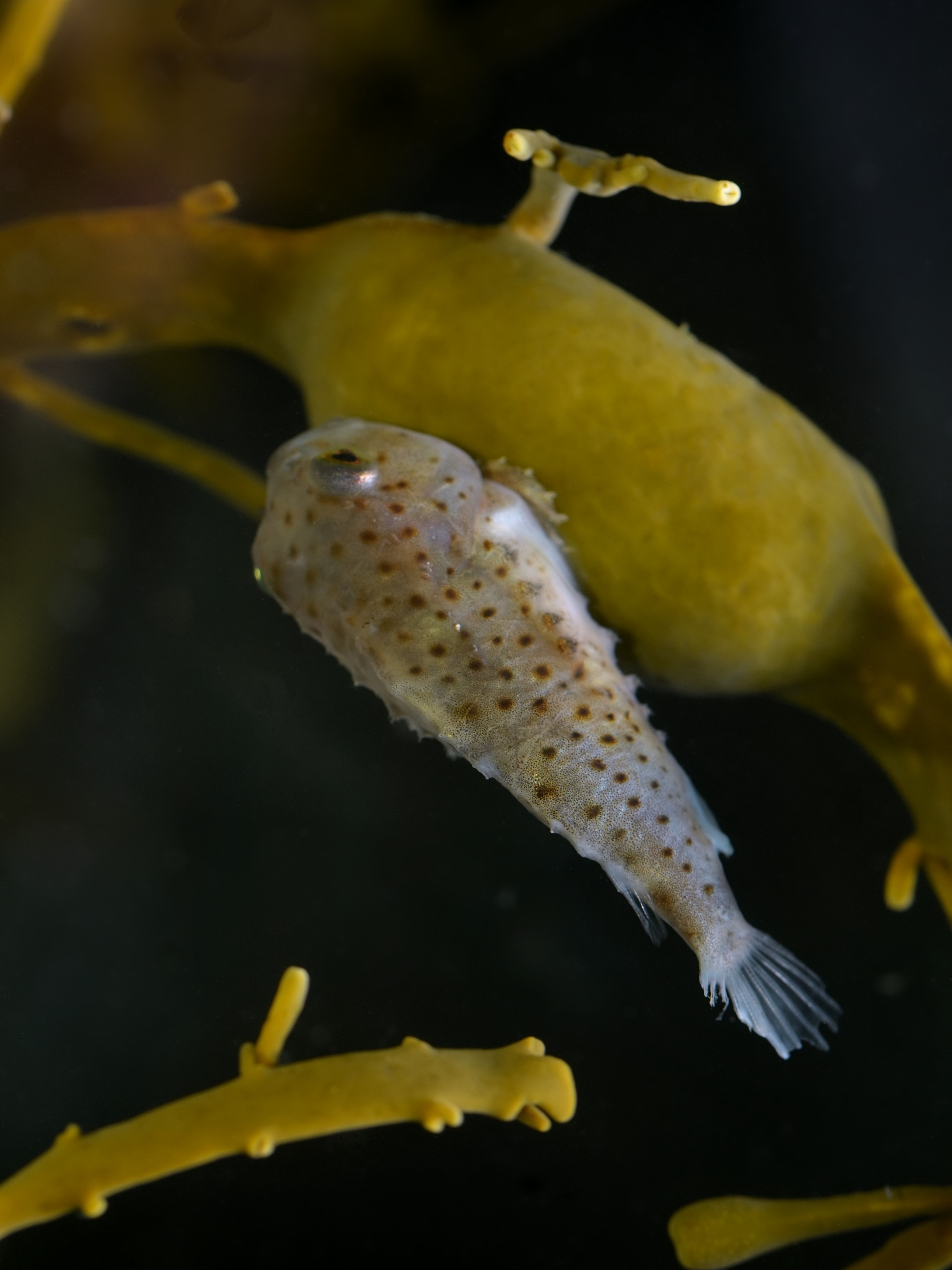
海藻を吸盤で保持するヨコヅナダンゴウオ

ハワイで滝登りするノピリ・ロッククライミング・ゴビーは口内と腹びれが変形した吸盤を持つ。そのほか、ハゼなどの硬骨魚類などに多数の吸盤を持つ魚がいる。
- ヨコヅナダンゴウオ
- ダンゴウオ科
- ロリカリア
- プレコストムス

環形動物門
- ヒル
- ヒルミミズ類

扁形動物
- 吸盤亜目
- 吸虫
- 吸口虫綱

棘皮動物
- イソギンチャク（足盤）
- ナマコ・ウニがもつ管足

軟体動物
- タコ

イカの吸盤はやや原理が異なる。
甲殻類
- チョウ (甲殻類)（ウオジラミ）
- サケジラミ（英語版）

## 植物
ツタのつるの先端にある、壁面や他の物体に付着するための構造体も広く一般的に「吸盤」と呼ばれる。しかし、ツタの吸盤は上記のものとは異なり圧力差を利用したものではなく、吸盤の付着面から基盤の凹凸に対し突起状の組織を進出させつつ、接着剤様の分泌物によって隙間を満たすことによって接着している。このため、ツタの吸盤は一時的というより恒久的な接着に近く、平滑な面よりも凹凸のある面に対しての方が強く付着する。